# Lista de centros de ensino da Universidade Federal de Santa Catarina
A Universidade Federal de Santa Catarina foi considerada uma das 10 melhores universidade brasileiras em uma pesquisa elaborada pela empresa britânica Quacquarelli Symonds. A Lista a seguir descreve alguns dos centros de ensino, departamentos, coordenadorias especiais e cursos da UFSC :
| Sigla | Centro de ensino                           | Sede          | Departamentos | Cursos de graduação | Cursos de pós-graduação |
| ----- | ------------------------------------------ | ------------- | --- | --- | --- |
| CTS   | Ciências, Tecnologias e Saúde              | Araranguá     | - Física, Química e Matemática (FQM) - Interdisciplinar em Tecnologias da Informação e Comunicação (CIT) - Computação (DEC) - Ciências da Saúde (DCS) - Energia e Sustentabilidade (EES) | - Engenharia de Computação - Engenharia de Energia - Fisioterapia - Medicina - Tecnologias da Informação e Comunicação | - Ciências da Reabilitação (MA) - Energia e Sustentabilidade (MA) - Ensino de Física (MP) - Tecnologias da Informação e Comunicação (MA) |
| CTE   | Tecnológico, de Ciências Exatas e Educação | Blumenau      | - Engenharia de Controle, Automação e Computação (CAC) - Engenharia Têxtil (DET) - Ciências Exatas e Educação (CEE) - Matemática (MAT) - Engenharia de Materiais (EMT) | - Engenharia de Controle e Automação - Engenharia de Materiais - Engenharia Têxtil - Matemática - Licenciatura - Química - Bacharelado - Química - Licenciatura | - Engenharia Têxtil (MA) - Ensino de Física (MP) - Matemática (MP) - Nanociência, Processos e Materiais Avançados (MP) - Educação Escolar Contemporânea (E) |
| CCR   | Ciências Rurais                            | Curitibanos   | - Biociências e Saúde Única (BSU) - Ciências Biológicas e Agronômicas (CBA) - Agricultura, Biodiversidade e Florestas (ABF) - Ciências Naturais e Sociais (CNS) | - Agronomia - Engenharia Florestal - Medicina Veterinária - Medicina | - Ecossistemas Agrícolas e Naturais (MA) - Medicina Veterinária Convencional e Integrativa (MA) |
| CCA   | Ciências Agrárias                          | Florianópolis | - Aquicultura (AQI) - Ciência e Tecnologia de Alimentos (CAL) - Engenharia Rural (ENR) - Fitotecnia (FIT) - Zootecnia e Desenvolvimento Rural (ZDR) | - Agronomia - Engenharia de Aquicultura - Zootecnia | - Agroecossistemas (MA, MP, D) - Aquicultura (MA, D) - Ciência dos Alimentos (MA, D) - Recursos Genéticos Vegetais (MA, D, PD) |
| CCB   | Ciências Biológicas                        | Florianópolis | - Biologia Celular, Embriologia e Genética (BEG) - Bioquímica (BQA) - Botânica (BOT) - Ciências Fisiológicas (CFS) - Ecologia e Zoologia (ECZ) - Farmacologia (FMC) - Microbiologia, Imunologia e Parasitologia (MIP) - Ciências Morfológicas (MOR) | - Ciências Biológicas | - Biologia Celular e do Desenvolvimento (MA, D, PD) - Biologia de Fungos, Algas e Plantas (MA, D, PD) - Bioquímica (MA, D, PD) - Biotecnologia e Biociências (MA, D) - Ecologia (MA, D, PD) - Farmacologia (MA, MP, D, PD) - Ensino de Biologia (MP) - Perícias Criminais Ambientais (MP) - Multicêntrico em Ciências Fisiológicas (MA, D, PD) - Neurociências (MA, D, PD) |
| CCE   | Comunicação e Expressão                    | Florianópolis | - Artes (ART) - Design e Expressão Gráfica (EGR) - Jornalismo (JOR) - Libras (LSB) - Língua e Literatura Estrangeiras (LLE) - Língua e Literatura Vernáculas (LLV) | - Animação - Artes Cênicas - Cinema - Design - Jornalismo - Letras - Língua alemã - Letras - Língua espanhola - Letras - Língua francesa - Letras - Língua inglesa - Letras - Língua italiana - Letras - Língua portuguesa - Secretariado Executivo | - Design (MA, D, PD) - Estudos da Tradução (MA, D, PD) - Inglês (MA, D) - Jornalismo (MA, D, PD) - Linguística (MA, D, PD) - Literatura (MA, D, PD) |
| CCS   | Ciências da Saúde                          | Florianópolis | - Análises Clínicas (ACL) - Ciências Farmacêuticas (CIF) - Cirurgia (CLC) - Clínica Médica (DCM) - Enfermagem (NFR) - Odontologia (ODT) - Ginecologia e Obstetrícia (DTO) - Nutrição (NTR) - Patologia (PTL) - Pediatria (DPT) - Saúde Pública (SPB) - Fonoaudiologia (FON)                                                                                  | - Enfermagem - Farmácia - Fonoaudiologia - Medicina - Nutrição - Odontologia | - Nutrição (MA, D, PD) - Odontologia (MA, D) - Saúde Coletiva (MA, D, PD) - Farmácia (MA, D, PD) - Enfermagem (MA, D, PD) - Ciências Médicas (MA, D) - Fonoaudiologia (MA, D, PD) - Saúde Mental e Atenção Psicossocial (MP) - Gestão do Cuidado em Enfermagem (MP) - Informática em Saúde (MP) - Gestão da Assistência Farmacêutica (E) - Multidisciplinar em Saúde (MP) |
| CCJ   | Ciências Jurídicas                         | Florianópolis | - Direito (DIR) | - Direito | - Direito (MA, MP, D, PD) |
| CDS   | Desportos                                  | Florianópolis | - Educação Física (DEF) | - Educação Física | - Educação Física (MA, D, PD) |
| CED   | Ciências da Educação                       | Florianópolis | - Ciência da Informação (CIN) - Estudos Especializados em Educação (EED) - Metodologia de Ensino (MEN) | - Arquivologia - Biblioteconomia - Ciência da Informação - Pedagogia | - Ensino de História (MP) - Ciência da Informação (MA, D, PD) - Educação (MA, D, PD) - Educação Científica e Tecnológica (MA, D, PD) |
| CFH   | Filosofia e Ciências Humanas               | Florianópolis | - Antropologia (ANT) - Filosofia (FIL) - Geociências (GCN) - História (HST) - Psicologia (PSI) - Sociologia e Ciência Política (SPO) - Museologia (MUS) | - Antropologia - Ciências Sociais - Filosofia - Geografia - Geologia - História - Licenciatura indígena - Museologia - Psicologia | - Antropologia Social (MA, D, PD) - Desastres Naturais (MA) - Geologia (MA) - Filosofia (MA, D, PD) - Geografia (MA, D, PD) - História (MA, D) - Interdisciplinar em Ciências Humanas (MA, D, PD) - Psicologia (MA, D, PD) - Sociologia e Ciência Política (MA, D, PD) |
| CFM   | Ciências Físicas e Matemática              | Florianópolis | - Química (QMC) - Física (FSC) - Matemática (MTM) - Oceanografia (OCN) | - Física - Matemática - Bacharelado - Matemática - Licenciatura - Meteorologia - Oceanografia - Química | - Ensino de Física (MP) - Matemática (MP) - Física (MA, D, PD) - Matemática Pura e Aplicada (MA, D, PD) - Oceanografia (MA, D, PD) - Química (MA, D, PD) |
| CSE   | Socioeconômico                             | Florianópolis | - Administração (CAD) - Ciências Contábeis (CCN) - Economia e Relações Internacionais (CNM) - Serviço Social (DSS) | - Administração - Ciências Contábeis - Ciências Econômicas - Relações Internacionais - Serviço Social | - Propriedade Intelectual e Transferência de Tecnologia para Inovação (MP) - Controle de Gestão (MP, PD) - Administração Universitária (MP) - Administração (MA, D) - Contabilidade (MA, D, PD) - Economia (MA, D, PD) - Relações Internacionais (MA, D, PD) - Serviço Social (MA, D, PD) |
| CTC   | Tecnológico                                | Florianópolis | - Arquitetura e Urbanismo (ARQ) - Automação e Sistemas (DAS) - Engenharia Civil (ECV) - Engenharia Elétrica e Eletrônica (EEL) - Engenharia do Conhecimento (EGC) - Engenharia Mecânica (EMC) - Engenharia de Produção (EPS) - Engenharia Química e Engenharia de Alimentos (EQA) - Engenharia Sanitária e Ambiental (ENS) - Informática e Estatística (INE) | - Arquitetura e Urbanismo - Ciência e Tecnologia de Alimentos - Ciência da Computação - Engenharia Civil - Engenharia de Alimentos - Engenharia de Controle e Automação - Engenharia de Materiais - Engenharia de Produção Civil - Engenharia de Produção Elétrica - Engenharia de Produção Mecânica - Engenharia Elétrica - Engenharia Eletrônica - Engenharia Mecânica - Engenharia Química - Engenharia Sanitária e Ambiental - Sistemas de Informação | - Métodos e Gestão em Avaliação (MP) - Arquitetura e Urbanismo (MA, D, PD) - Ciência da Computação (MA, D, PD) - Ciência e Engenharia de Materiais (MA, D, PD) - Engenharia Ambiental (MA, MP, D, PD) - Engenharia Civil (MA, D, PD) - Engenharia de Alimentos (MA, D, PD) - Engenharia de Automação e Sistemas (MA, D, PD) - Engenharia de Produção (MA, D, PD) - Engenharia de Transportes e Gestão Territorial (MA, PD) - Engenharia e Gestão do Conhecimento (MA, D, PD) - Engenharia Elétrica (MA, D, PD) - Engenharia Mecânica (MA, D, PD) - Engenharia Química (MA, D, PD) |
| CTJ   | Tecnológico de Joinville                   | Joinville     | - Engenharias da Mobilidade (EMB) | - Ciência e Tecnologia - Engenharia Aeroespacial - Engenharia Automotiva - Engenharia Civil de Infraestrutura - Engenharia de Transportes e Logística - Engenharia Ferroviária e Metroviária - Engenharia Mecatrônica - Engenharia Naval | - Engenharia e Ciências Mecânicas (MA) - Engenharia de Sistemas Eletrônicos (MA) |

Legenda (cursos de pós-graduação):
- E: Especialização lato sensu
- MA: Mestrado acadêmico
- MD: Mestrado profissional
- D: Doutorado
- PD: Pós-doutorado